# Amulunga
Amulunga es un sitio arqueológico de la época precolombina, ubicado en el municipio de San Sebastián Salitrillo, departamento de Santa Ana, El Salvador .
Fue un sitio ceremonial del período clásico tardío, cuyo descubrimiento más notable en Amulunga es un pequeño templo, el cual contenía un altar, una figura antropomorfa y un incensario elaborados en cerámica de tipo, principalmente usado para bautizos de la religión protestante